# 桑德威奇鎮區 (伊利諾伊州迪卡爾布縣)
桑德威奇鎮區（英語：Sandwich Township）是位於美國伊利諾伊州迪卡爾布縣的一個行政鎮區。

## 地方資料
根據2010年美國人口普查的數據，桑德威奇鎮區的面積為39.90平方千米，當中陸地面積為39.70平方千米，而水域面積為0.20平方千米。當地共有人口7709人，而人口密度為每平方千米193.21人。